# Contraloría General de la República de Cuba
La Contraloría General de la República de Cuba (CGR) es un órgano estatal creado por disposición de la Asamblea Nacional del Poder Popular en virtud de la Ley n.º 109 "De la Contraloría General de la República de Cuba", de primero de agosto de 2009, para ejercer la más alta fiscalización sobre los órganos del poder público, la administración de su patrimonio y la prevención y lucha contra la corrupción administrativa. Se subordina únicamente a la propia Asamblea Nacional del Poder Popular y esta estructurada verticalmente en todo el país.
Si bien no aparece como órgano estatal creado a partir de la Constitución de la República de Cuba de 1976, vigente aún, se hizo necesario sustituir el entonces inoperante Ministerio de Auditoría y Control (MAC) para perfeccionar la vigilancia sobre los bienes patrimoniales públicos, en tanto que la jerarquía de dicho órgano - asimilable a la de otros Ministerios - mermaba la autoridad de sus decisiones en el orden funcional. Además, su creación se corresponde con los postulados de la Convención de las Naciones Unidas contra la Corrupción, de 2003, instrumento que fue firmado por Cuba el 9 de diciembre de 2005 y ratificado el 9 de febrero de 2007. En la nueva Constitución del 2019, en su artículo 160 queda establecida como el órgano del Estado que tiene como misión fundamental velar por la correcta y transparente administración de los fondos públicos y el control superior sobre la gestión administrativa. 
Sus funciones eran anteriormente efectuadas por las siguientes instituciones: Tribunal de Cuentas, Intendencia de Hacienca, Consejo de Administración (1861-1909), Interventor General de la República (1909-1940), Tribunal de Cuentas (1940-1960), Ministerio de Recuperación de Bienes Malversados (febrero 1959-1961), Dirección de Comprobación del Banco Nacional, Comité Estatal de Finazas (1976-1977), Oficina Nacional de Auditoría (ONA, 1995- adjunta al Ministerio de Finanzas y Control) y finalmente el Ministerio de Auditoría y Control (MAC 2001-2009).

## Contralor general de la República
El contralor general de la República es su máxima autoridad y le corresponde la dirección y reglamentación de la actividad de la Contraloría en todo el territorio nacional. El contralor general y los vicecontralores generales son elegidos o revocados, según corresponda por la Asamblea Nacional del Poder Popular o el Consejo de Estado.
- Gladys María Bejerano Portela (2009 a la fecha). Anteriormente Viceministra (2001-2006) y Ministra (2006-2009) de Auditoría y Control (MAC)